# Phare de Longships
Le phare de Longships est un phare situé sur Carn Bras, le plus haut des îlots de Longships qui s'élève à 12 m au dessus de la mer. Il se trouve à environ 2 km au large de Land's End, la péninsule la plus à l'extrême sud-ouest du comté de Cornouailles en Angleterre.
Ce phare est géré par la Trinity House Lighthouse Service de Londres, l'organisation de l'aide maritime des côtes de l'Angleterre.

## Histoire
La tour d'origine a été construite en 1795 sous la conception de l'architecte Samuel Wyatt de Trinity House. La lanterne était à 24 m au-dessus du niveau de la mer, mais sa position en haute mer ne rendait pas très visible sa lumière.
En 1869, Trinity House a mis en chantier la construction d'un phare de remplacement. La construction de la tour de granit actuelle a utilisé une grande partie de l'équipement qui avait déjà été utilisé dans la construction du phare de Wolf Rock. La lumière a été mise en service en décembre 1873 et a coûté 43 870 £. Même après ces améliorations, le SS Bluejacket a été détruit sur des rochers près du phare par une nuit claire en 1898.
La lanterne actuelle, qui a une portée de 20 km, émet un long flash de cinq secondes toutes les dix secondes. Les feux de la mer sont blancs principalement, mais ils deviennent rouges (en raison des secteurs directionnels) pour tout navire qui se trouve trop près du Cap Cornwall au nord ou Gwennap Head (en) au sud-sud-est.
La corne de brume sonne toutes les dix secondes.
Identifiant : ARLHS : ENG-069 - Amirauté : A0028 - NGA : 0024 .
|           |
| Longships |

|                        |
| Longships (vu d'avion) |

### Lien connexe
- Liste des phares en Angleterre